# Canton d'Argenteuil-2
Le canton d'Argenteuil-2 est une circonscription électorale française du département du Val-d'Oise créée par le décret du 17 février 2014. Elle tient lieu de circonscription d'élection des conseillers départementaux et entre en vigueur lors des élections départementales de 2015.

## Histoire
Un nouveau découpage territorial du Val-d'Oise entre en vigueur à l'occasion des premières élections départementales suivant le décret du 17 février 2014. Les conseillers départementaux sont, à compter de ces élections, élus au scrutin majoritaire binominal mixte. Les électeurs de chaque canton élisent au Conseil départemental, nouvelle appellation du Conseil général, deux membres de sexe différent, qui se présentent en binôme de candidats. Les conseillers départementaux sont élus pour 6 ans au scrutin binominal majoritaire à deux tours, l'accès au second tour nécessitant 12,5 % des inscrits au 1er tour. En outre la totalité des conseillers départementaux est renouvelée. Ce nouveau mode de scrutin nécessite un redécoupage des cantons dont le nombre est divisé par deux avec arrondi à l'unité impaire supérieure si ce nombre n'est pas entier impair, assorti de conditions de seuils minimaux. Dans le Val-d'Oise, le nombre de cantons passe ainsi de 39 à 21.
Le nouveau canton d'Argenteuil-2 est formé d'une fraction de la commune d'Argenteuil. Il est entièrement inclus dans l'arrondissement de Argenteuil. Le bureau centralisateur est situé à Argenteuil.

## Représentation
| Période élective | Période élective | Mandat | Mandat   | Identité         | Nuance | Nuance | Qualité                                                                                   |
| ---------------- | ---------------- | ------ | -------- | ---------------- | ------ | ------ | ----------------------------------------------------------------------------------------- |
| 2015             | 2021             | 2015   | 2021     | Fabien Bénédic   |        | PS     | Chercheur au CNRS, maître de conférences à l'université Conseiller municipal d'Argenteuil |
| 2015             | 2021             | 2015   | 2021     | Nadia Metref     |        | PS     | Contrôleur de gestion Conseillère municipale d'Argenteuil                                 |
| 2021             | 2028             | 2021   | en cours | Pascal Bertolini |        | EELV   |                                                                                           |
| 2021             | 2028             | 2021   | en cours | Nadia Metref     |        | PS     | Contrôleuse de gestion Conseillère municipale d’opposition d'Argenteuil                   |

### Résultats détaillés

#### Élections de mars 2015
À l'issue du 1er tour des élections départementales de 2015, deux binômes sont en ballottage : Fabien Benedic et Nadia Metref (PS, 28,72 %) et Fatima Amarir et Xavier Pericat (UMP, 26,81 %). Le taux de participation est de 36,76 % (10 920 votants sur 29 710 inscrits) contre 40,49 % au niveau départemental et 50,17 % au niveau national.
Au second tour, Fabien Benedic et Nadia Metref (PS) sont élus avec 51,31 % des suffrages exprimés et un taux de participation de 37,68 % (5 176 voix pour 11 194 votants et 29 710 inscrits).

#### Élections de juin 2021
Le premier tour des élections départementales de 2021 est marqué par un très faible taux de participation (33,26 % au niveau national). Dans le canton d'Argenteuil-2, ce taux de participation est de 20,54 % (6 060 votants sur 29 501 inscrits) contre 26,57 % au niveau départemental. À l'issue de ce premier tour, deux binômes sont en ballottage : Pascal Bertolini et Nadia Metref (Union à gauche avec des écologistes, 22,88 %) et Carine Gonçalves et Ouissam Mechria (DVD, 18,7 %),.
Le second tour des élections est marqué une nouvelle fois par une abstention massive équivalente au premier tour. Les taux de participation sont de 34,36 % au niveau national, 28,57 % dans le département et 22,84 % dans le canton d'Argenteuil-2. Pascal Bertolini et Nadia Metref (Union à gauche avec des écologistes) sont élus avec 56,39 % des suffrages exprimés (3 476 voix pour 6 743 votants et 29 524 inscrits),,,.

## Composition
| Nom                                | Code Insee | Intercommunalité         | Superficie (km2) | Population (dernière pop. légale)                 | Densité (hab./km2) | Modifier                                    |
| ---------------------------------- | ---------- | ------------------------ | ---------------- | ------------------------------------------------- | ------------------ | ------------------------------------------- |
| Argenteuil (bureau centralisateur) | 95018      | Métropole du Grand Paris | 17,22            | Fraction : 60 686 (2022) Commune : 107 135 (2022) | 6 222              | modifier les données · modifier les données |
| Canton d'Argenteuil-2              | 9502       |                          |                  | 60 686 (2022)                                     |                    | modifier les données                        |

Le nouveau canton d'Argenteuil-2 comprend la partie de la commune d'Argenteuil située dans l'axe des voies et limites suivantes : depuis la limite territoriale de la commune de Cormeilles-en-Parisis, route de Cormeilles, voie piétonne dans l'axe de l'avenue Georges-Clemenceau, avenue Georges-Clemenceau, rue de la Folie, rue des Celtes, route de Cormeilles, rue de la Folie, rue de la Nonaise, boulevard Marcel-Guillot, rue de Morinval, rue du Mans, ligne droite jusqu'à l'angle des rues du Bel-Air et de Lorraine, limite territoriale de la commune de Sannois, limite territoriale de la commune de Saint-Gratien, limite territoriale de la commune d'Epinay-sur-Seine, cours de la Seine, pont d'Argenteuil, depuis la limite territoriale de la commune de Gennevilliers, avenue Gabriel-Péri, boulevard Léon-Feix, boulevard Jeanne-d'Arc, boulevard Gallieni, rue du Lieutenant-Colonel-Prudhon, rue de la Tour-Billy, rue Lhérault-Clouqueur, rue Saint-Vincent-de-Paul, rue des Messiers, avenue Maurice-Utrillo, rue des Beurriers, rue de la Marche, rue d'Ascq, rue de Locarno, rue de Douaumont, rue Emile-Giraut, rue Louis-Lhérault, ligne de la Grande-Ceinture jusqu'au droit de l'impasse du Prunet, impasse du Prunet, rue Lucien-Barbier, rue de la Fosse-aux-Loups, rue des Indes, rue de Salonique, boulevard des Martyrs-de-Châteaubriant, jusqu'à la limite territoriale de la commune de Sartrouville.

## Démographie
En 2022, le canton comptait 60 686 habitants, en évolution de −3,89 % par rapport à 2016 (Val-d'Oise : +4 %, France hors Mayotte : +2,11 %).
| 2013   | 2018   | 2022   |
| ------ | ------ | ------ |
| 61 778 | 63 082 | 60 686 |